# Хавекотте, Майк
Майк Хавекотте (нидерл. Mike Havekotte; родился 12 сентября 1995 года, Билтховен) — нидерландский футболист, вратарь клуба ТОП Осс.

## Клубная карьера
Майк Хавекотте начинал футбольную карьеру в пригороде Утрехта в клубе ДОСК, а в 2007 году перешёл в юношескую команду «Утрехта». В июне 2012 года 16-летний вратарь заключил с клубом контракт на три года, а в следующем году был включён в заявку на сезон как третий резервный вратарь.
Летом 2015 года перешёл в роттердамский «Эксельсиор», подписав контракт на один год. В мае 2016 года клуб продлил с ним контракт ещё на два сезона. За три года Майк не сыграл ни одного официального матча за «Эксельсиор» и по окончании контракта покинул команду.
В июне 2018 года находился на просмотре в АДО Ден Хааге, после чего подписал с клубом контракт на один сезон. 19 января 2019 года дебютировал за клуб в матче Эредивизи против ВВВ-Венло, выйдя на замену на 83-й минуте после удаления основного вратаря Роберта Звинкелса. 20 июня 2019 года продлил контракт с АДО до 2021 года. 2 сентября 2020 года был отдан в аренду в МВВ Маастрихт.

## Международная карьера
В мае 2012 года Хавекотте был вызван в юношескую сборную Нидерландов до 17 лет для участия в юношеском чемпионате Европы в Словении. На турнире он был резервным голкипером и не сыграл ни одного матча — в финале турнира его команда в серии пенальти обыграла сборную Германии. В сентябре 2012 года Майк впервые сыграл за сборную до 18 лет, заменив Ника Олея в матче с США. Всего он сыграл 4 матча и пропустил 7 голов за команду до 18 лет. В 2013 году сыграл два матча за сборную до 19 лет.

## Достижения
Нидерланды (до 17)
- Юношеский чемпионат Европы — 2012